# Тристан, Леон
Леон Тристан (пол. Leon Trystan, наст. фамилия Вагман; 1900, Варшава — 1941, Одесса) — польский кинорежиссёр, актёр, сценарист, кинокритик и теоретик кино.

## Биография
Получил медицинское образование на факультете Варшавского университета. По окончании обучения работал в городских театрах. Актёрский дебют в кино — фильм «Тайны Налевок» (1921). Первая режиссёрская работа — короткометражный немой фильм по рассказу Стефана Грабинского «Любовница Шамоты» (1927). С 1939 — в СССР, работал на Одесской студии ассистентом режиссёра. Погиб при эвакуации из города.
Его брат — поэт, прозаик и переводчик Адам Важик .
Янина Маркулан особо отмечает монтаж таких фильмов Тристана, как «Бунт крови и железа» и «Любовница Шамоты».

## Фильмография
| Год  |   | Русское название    | Оригинальное название             | Роль                |
| ---- | - | ------------------- | --------------------------------- | ------------------- |
| 1921 | ф | Тайны Налевок       | Tajemnice Nalewek                 | актёр               |
| 1921 | ф | (короткометражный)  | Dwie urny                         | актёр               |
| 1923 | ф | Идол                | Bozyszcze. W sidlach uwodziciela  | актёр - Вольский    |
| 1927 | ф | Любовница Шамоты    | Kochanka Szamoty                  | режиссёр, сценарист |
| 1927 | ф | Бунт крови и железа | Bunt krwi i zelaza                | режиссёр,сценарист  |
| 1930 | ф | Душа в неволе       | Dusze w niewoli                   | режиссёр, сценарист |
| 1936 | ф | Два дня в раю       | Dwa dni w raju                    | режиссёр, сценарист |
| 1938 | ф | Этажом выше         | Pietro wyzej                      | режиссёр            |
| 1938 | ф | Письмо к матери     | List do matki A Brivele Der Mamen | режиссёр,сценарист  |